# Kama (affluent de l'Elila)
Pour les articles homonymes, voir Kama.
La Kama est une rivière du Maniema au Congo-Kinshasa, et un affluent de l’Elila dans le bassin du Congo.